# Aeonium ciliatum
Aeonium ciliatum ist eine  Pflanzenart aus der Gattung Aeonium in der Familie der Dickblattgewächse (Crassulaceae). Das Artepitheton ciliatum stammt aus dem Lateinischen, bedeutet ‚Wimper‘ und verweist auf die Wimpern entlang der Blattränder.

## Beschreibung

### Vegetative Merkmale
Aeonium ciliatum bildet mehrjährige und wenig verzweigte Halbsträucher, die Wuchshöhen von bis zu 1 Meter erreichen. Die aufsteigenden Triebe erreichen Durchmesser von 5 bis 20 Millimetern. Sie sind kahl und netzartig. Die ziemlich abgeflachten Rosetten weisen einen Durchmesser von 8 bis 20 Zentimeter auf. Die dunkelgrünen bis gelblich grünen, bläulich überhauchten, verkehrt eiförmig-spateligen Laubblätter sind zu ihrer Spitze hin zugespitzt und an der Basis verschmälert oder keilförmig. Ihre Blattspreite ist 4 bis 12 Zentimeter lang, 2 bis 5 Zentimeter breit und 4 bis 8 Millimeter dick. Sie verkahlt und ist manchmal nahe der Spitze leicht der Länge nach gefaltet. Der Blattrand ist mit geraden oder leicht gebogenen Wimpern von 0,4 bis 0,8 Millimetern Länge besetzt.

### Blütenstände und Blüten
Der kuppelförmige Blütenstand ist 15 bis 40 Zentimeter hoch und 10 bis 35 Zentimeter breit. Der Blütenstandsstiel ist 5 bis 20 Zentimeter lang. Die sieben- bis neunzähligen Blüten stehen an schwach flaumhaarigen Blütenstielen von 2 bis 4 Millimetern Länge. Ihre Kelchblätter sind schwach flaumhaarig. Die weißlichen, an der Unterseite oft grünlich variegaten, lanzettlichen, zugespitzten Kronblätter sind 7 bis 10 Millimeter lang und 1,2 bis 2 Millimeter breit. Die Staubfäden sind spärlich schwach flaumenhaarig.
Die Blütezeit ist März bis April.

### Chromosomenzahl
Die Chromosomenzahl beträgt 2n = 36.

## Systematik und Verbreitung
Aeonium ciliatum ist im Norden der kanarischen Insel Teneriffa in Höhenlagen von 200 bis 1000 Metern verbreitet.
Die Erstbeschreibung durch Philip Barker Webb und Sabin Berthelot wurde 1841 veröffentlicht. Ein Synonym ist Aeonium ciliatum Willd. (1809, nom. illeg. ICBN-Artikel 53.1).
Aeonium ciliatum kann leicht mit Aeonium davidbramwellii verwechselt werden.

## Nachweise